# Sonata para violonchelo n.º 3 (Beethoven)

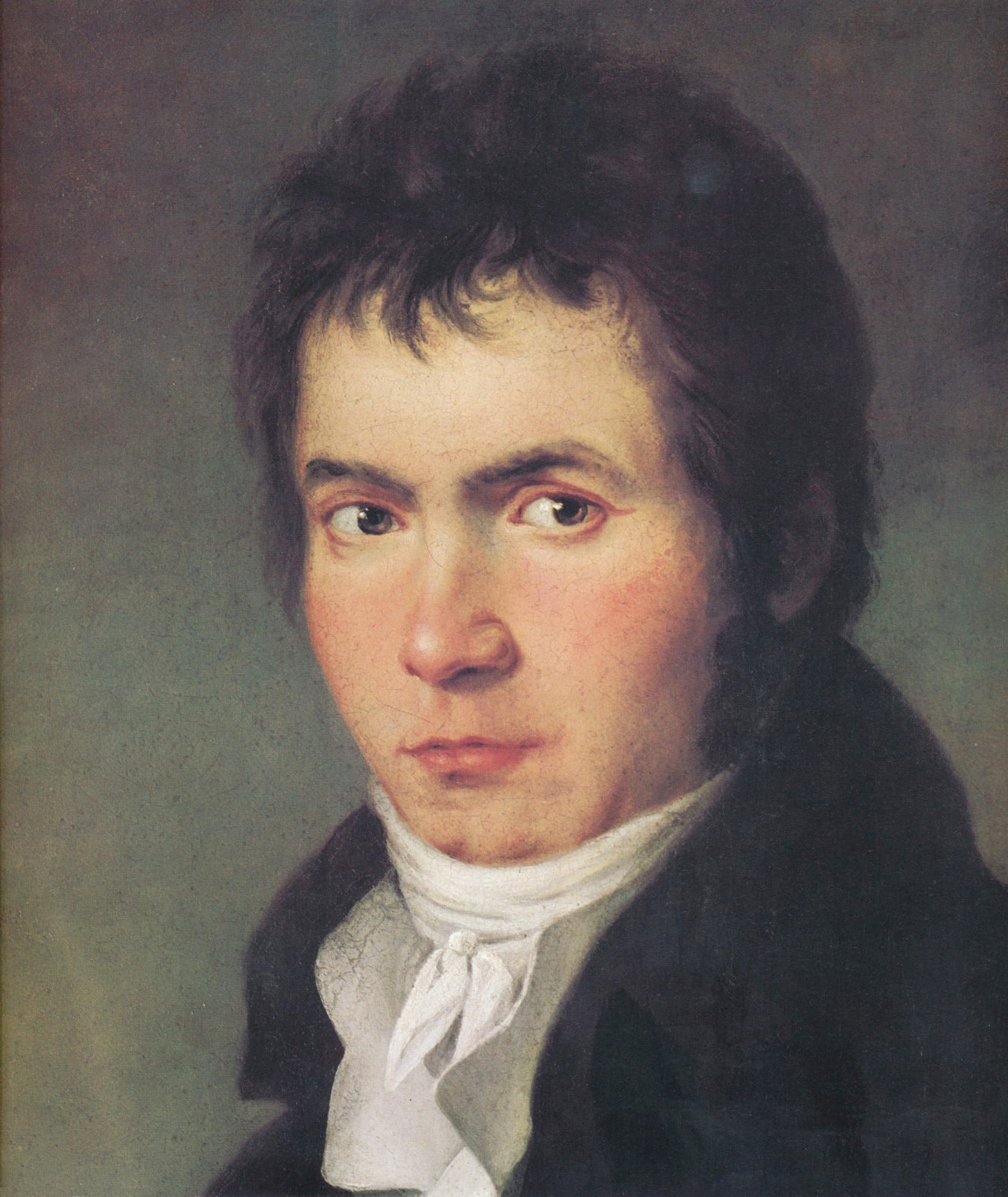
Beethoven en 1804.

La sonata para violonchelo y piano n.º 3 en la mayor, Op. 69 es una pieza camerística compuesta por Ludwig van Beethoven entre 1807 y 1808. La partitura está dedicada al barón Ignaz von Gleichenstein.

## Historia

### Composición
A lo largo de su carrera Beethoven compuso un total de cinco sonatas para violonchelo y piano (Op. 5 n.º 1 y n.º 2; Op. 69; Op. 102 n.º 1 y n.º 2), así como tres series de variaciones para los mismos dos instrumentos (Op. 66, WoO 45 y WoO 46). El proceso de composición de las piezas de este género presenta amplias lagunas temporales. Sus dos sonatas tempranas Op. 5 fueron escritas  en 1796, con 25 años, mientras Beethoven se encontraba en Berlín y eran piezas de concierto muy virtuosísticas en las que destacaba el pianista, mientras que la parte para violonchelo tenía menor peso. Hasta 1807 no volvió a cultivar este género, cuando compuso el Op. 69, que se asocia con su periodo medio. Ocho años más tarde volvió a este lenguaje para escribir el par de sonatas Op. 102, que marcan el inicio de su "tercer periodo" por la complejidad de su composición y por su carácter visionario. Estos rasgos son compartidos con la Sonata para piano Op. 101, que fue completada con posterioridad. Entre 1812 y 1817 Beethoven, enfermo y agobiado por todo tipo de dificultades, vivió un periodo de silencio literal y figurado, ya que su sordera se hizo abrumadoramente profunda y su productividad disminuyó.
La composición de la tercera sonata para violonchelo y piano se inició a principios del otoño e invierno de 1807-08 y fue terminada antes de septiembre de 1808 en Viena. Los primeros bocetos de la sonata aparecieron junto a los de la Quinta Sinfonía y el Concierto para violín en un cuaderno de bocetos fechado entre septiembre de 1807 y principios de 1808.  Los borradores muestran que revisaba continuamente pasajes y que alteraba aún más su primer manuscrito autógrafo, mientras que la pieza acabada parece el resultado de una inspiración espontánea. Había pasado una década desde sus dos primeras sonatas para estos instrumentos. Se trata de su periodo medio, una época productiva en la que también compuso obras como los Tríos para piano Op. 70, la Fantasía coral, así como sus Sinfonías n.º 5 y n.º 6. También fue una época en la que el compositor se enfrentó a una sordera creciente. Se vio obligado a poner fin a su carrera como pianista con el concierto del 22 de diciembre de 1808 en el que estrenó las dos sinfonías, la Fantasía coral y otra música vocal y coral, así como su Concierto para piano n.º 4.

### Estreno y publicación

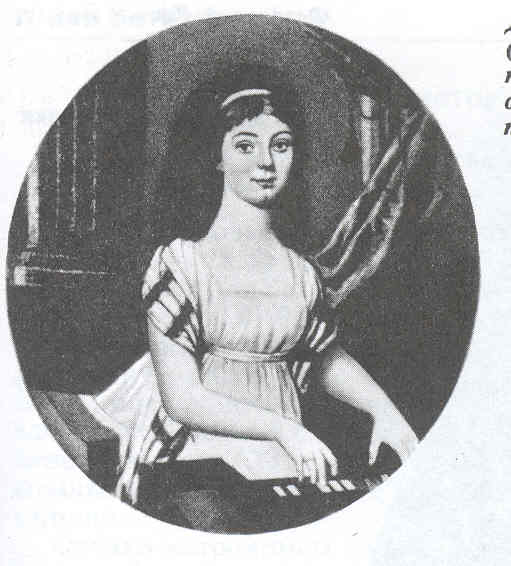
Dorothea von Ertmann, pianista en el estreno de la pieza.

El estreno de la sonata se celebró el 5 de marzo de 1809 en un concierto benéfico con la interpretación de Nikolaus Kraft al violonchelo y la pianista Dorothea von Ertmann, alumna de Beethoven. Kraft era conocido por su "maestría técnica" y su "tono claro y rico". Beethoven había escrito para él su Triple concierto, publicado en 1804, y la primera de sus obras en la que empleó técnicas avanzadas para el violonchelo. Otra interpretación de la sonata en 1816 corrió a cargo de Joseph Linke, violonchelista del Cuarteto Razumovsky junto con Carl Czerny al piano. El pianista escribió en indicaciones de metrónomo, consideradas aprobadas por el compositor, y señaló que un ligero rubato al tocar aumentaría el interés y la expresividad.
La primera publicación de la pieza fue llevada a cabo por la editorial Breitkopf & Härtel en 1809 en Leipzig. El compositor había vendido la sonata junto con los dos Tríos para piano Op. 70 a esta editorial en septiembre de 1808. La primera edición contenía muchos errores, entre ellos el número de opus, impreso erróneamente como 59. Beethoven se enfadó, pero los errores sólo pudieron corregirse en una edición posterior. La obra apareció el mismo año también impresa por la casa Artaria, bajo el título "Sonata / per il / Clavicembalo con Violoncello / composta / dal Sig=r / Luigi van Beethoven". Una edición crítica fue publicada en 1971 por Henle Verlag, editada por Bernard van der Linde, basada en la edición de las obras completas de Beethoven (Sämtliche Werke) realizada por el Archivo Beethoven ese mismo año. Estas ediciones se basaban en las primeras impresiones, en el manuscrito autógrafo que aun era un trabajo en curso, así como en la correspondencia entre Beethoven y su primer editor acerca de los errores.
La dedicatoria que figura en la partitura publicada es para el Freiherr Ignaz von Gleichenstein, un violonchelista aficionado amigo suyo, que también ayudó al compositor en asuntos financieros. El año anterior había conseguido que un grupo de mecenas, entre los que se encontraba el archiduque Rodolfo de Austria, discípulo de Beethoven, le pagara una renta anual vitalicia. El compositor había planeado homenajear a Gleichenstein dedicándole su Concierto para piano n.º 4, pero sintió que debía honrar al archiduque con esa dedicatoria, ya que había mostrado un interés especial por esa pieza. Beethoven explicó a Gleichenstein su pesar, pero anunció: "...otra obra va a aparecer en la que recibirá usted lo que es debido a vuestra - y a nuestra amistad."

## Estructura y análisis
La sonata consta de tres movimientos:
- I. Allegro, ma non tanto, en la mayor 2
2
- II. Scherzo. Allegro molto, en la menor 3
4
- III. Adagio cantabile, en mi mayor 2
4 – Allegro vivace, en la mayor 4
4

La interpretación de esta obra dura aproximadamente 25 minutos. Se trata de una de las obras maestras de su género. La dificultad básica de esta combinación de instrumentos radica en sus registros y timbre conflictivos. En la época de Beethoven, la evolución técnica del piano avanzó a gran velocidad y su registro y sonido mejoraron de forma espectacular. El violonchelo, por el contrario, quedó relegado debido a su baja tesitura y su relevancia fue menguando en comparación. En el Op. 69, Beethoven fue capaz de reconciliar y sincronizar ambos instrumentos, logrando el mejor equilibrio posible y adaptando con éxito sus registros.
La sonata lleva por título "Inter Lacrimas et Luctum" (Entre lágrimas y dolor). Aunque esta obra, de gran riqueza melódica, no parece melancólica a primera vista hay algo de melancolía tras su lirismo reflexivo. No obstante, el carácter de la obra ha sido descrito como "de actitud positiva", e "irradiando serenidad, humor y alegría", similar en estado de ánimo a algunas obras de Franz Schubert. La sonata es una obra de estilo clásico, con proporciones mesuradas y elementos de simetría. A lo largo de la composición, los dos instrumentos son tratados como socios en igualdad de condiciones, y no como solista y acompañante a la manera de las primeras sonatas para violonchelo.

### I.Allegro, ma non tanto
El primer movimiento, Allegro ma non tanto, está escrito en la tonalidad de la mayor, en compás alla breve y sigue la forma sonata. La apertura escrita exclusivamente para el instrumento de cuerda frotada es un rasgo que comparte esta pieza con las sonatas para violín. Se abre con una melodía reflexiva y expansiva presentada por el violonchelo, que consta de varios motivos que se utilizarán como material para el desarrollo posterior. El Allegro presenta matices oscuros, pero en su mayor parte se caracteriza por la cantilena inicial del violonchelo. A continuación entra el piano con una floritura a modo de cadenza, que da paso a una repetición del tema inicial tocado en octavas por el piano. El tema vira hacia un pasaje puente más agresivo que da paso al segundo tema, que también consta de dos partes. De nuevo, la primera es muy lírica, mientras que la segunda avanza con energía. Conforme a John Mangum, el segundo tema es interpretado en "relación orgánica" con "el violonchelo y el piano entrelazándose, cada uno decorando y elaborando suavemente la parte del otro". La sección de desarrollo da más énfasis al primer tema. Descompone estos temas en sus partes componentes y da a cada uno una breve elaboración. Alterna el material contencioso con los pasajes más reflexivos, a menudo en los registros más graves de los instrumentos. La recapitulación permite que todo el material básico reaparezca sin incidentes. El violonchelo va acompañado por los tresillos del piano.
Uno de los motivos es similar al primer motivo del aria "Es ist vollbracht" (Todo se ha cumplido) de la Pasión según San Juan de Johann Sebastian Bach, introducido allí por la viola da gamba. No está claro si la similitud es intencionada, pero coincidiría con la inscripción "inter lacrymas".  El movimiento tiene momentos de quietud e introspección tanto antes de la recapitulación como antes de la "floritura final".

### II.Scherzo. Allegro molto
El segundo movimiento, Scherzo. Allegro molto, está en la menor, en compás de 3/4 y responde a una forma ternaria de scherzo con trío. Los dos instrumentos intercambian fragmentos de una melodía sincopada, que va de la menor a mi menor y do mayor. Desemboca en una sección de trío más cantable, con sorprendentes contrastes dinámicos y un bordón en el bajo. Toda esta estructura se repite, con la aparición final del scherzo propiamente dicho que se escabulle entre los pizzicati del violonchelo.

### III.Adagio cantabile - Allegro vivace
El tercer y último movimiento, Adagio cantabile - Allegro vivace, empieza en mi mayor para retomar después la tonalidad inicial, el ritmo es 2/4 y adopta la forma sonata de nuevo. El Adagio cantabile es técnicamente sólo la introducción al Finale, pero casi podría sostenerse por sí mismo con sus 18 compases de suave lirismo para el violonchelo. Irrumpe un Allegro vivace en el cual el primer tema es un alegre torbellino y el segundo una reminiscencia del material cantabile del movimiento inicial. El desarrollo supone un ejercicio de virtuosismo para ambos instrumentos, en especial para el piano. La coda, que es más apacible, pone fin a la sonata con una nota de noble júbilo.

## Grabaciones
La sonata ha sido grabada con frecuencia, especialmente en series de todas las sonatas para violonchelo de Beethoven o bien de toda su música para violonchelo y piano que incluye también varios conjuntos de variaciones.
- En la década de 1930 Pablo Casals grabó las cinco sonatas para violonchelo, la tercera con el pianista Otto Schulhoff.[16]

- En 1950 la sonata fue grabada, junto con la segunda por Maurice Gendron y el compositor Jean Françaix como pianista.[17]
- En 1963 Mstislav Rostropovich y Sviatoslav Richter grabaron todas las sonatas para violonchelo que ha sido considerada como una de las mejores colaboraciones de la historia.[18]
- En 1965 Pierre Fournier y Wilhelm Kempff grabaron las obras, seguidos por Casals y Mieczysław Horszowski, Jacqueline du Pré y Daniel Barenboim, Yo-yo Ma y Emanuel Ax, Jean-Guihen Queyras y Alexander Melnikov, Daniel Müller-Schott y Angela Hewitt, y Mischa Maisky y Martha Argerich.
- En 2014 la violonchelista Maja Weber y el pianista Per Lundberg grabaron las cinco sonatas.[18]
- Steven Isserlis y el musicólogo Robert Levin interpretaron las sonatas en instrumentos históricos, con un fortepiano en lugar de un piano de cola moderno, para asegurar el equilibrio sonoro que Beethoven tenía en mente. Utilizaron una nueva edición crítica del musicólogo Jonathan Del Mar.[5]
- Jacqueline du Pré también hizo una versión anterior, bien recibida por la crítica, con Stephen Kovacevich.[19]